# Aeonium arboreum
Aeonium arboreum é uma espécie de planta com flor pertencente à família Crassulaceae. 
A autoridade científica da espécie é (L.) Webb & Berthel., tendo sido publicada em Histoire Naturelle des Îles Canaries 3(2,1): 185. 1840.
Os seus nome comuns são saião, saião-maior, sempre-viva ou sempre-viva-maior.

## Portugal
Trata-se de uma espécie presente no território português, nomeadamente em Portugal Continental e no Arquipélago da Madeira (ocorre nas ilhas da Madeira e Porto Santo e está ausente nas Desertas e nas Selvagens).
Em termos de naturalidade é introduzida nas duas regiões atrás referidas.

## Proteção
Não se encontra protegida por legislação portuguesa ou da Comunidade Europeia.